# New Odanah
New Odanah es un lugar designado por el censo ubicado en el condado de Ashland en el estado estadounidense de Wisconsin. En el Censo de 2010 tenía una población de 472 habitantes y una densidad poblacional de 46,9 personas por km².

## Geografía
New Odanah se encuentra ubicado en las coordenadas 46°36′10″N 90°39′34″O / 46.60278, -90.65944. Según la Oficina del Censo de los Estados Unidos, New Odanah tiene una superficie total de 10.06 km², de la cual 9.84 km² corresponden a tierra firme y (2.19%) 0.22 km² es agua.

## Demografía
Según el censo de 2010, había 472 personas residiendo en New Odanah. La densidad de población era de 46,9 hab./km². De los 472 habitantes, New Odanah estaba compuesto por el 4.24% blancos, el 0.21% eran afroamericanos, el 91.1% eran amerindios, el 0% eran asiáticos, el 0% eran isleños del Pacífico, el 0.21% eran de otras razas y el 4.24% pertenecían a dos o más razas. Del total de la población el 6.36% eran hispanos o latinos de cualquier raza.